# Hermance
Hermance (toponimo francese) è un comune svizzero di 1 036 abitanti del Canton Ginevra; ha lo status di città.

## Geografia fisica
Hermance si affaccia sul Lago di Ginevra. Ha una superficie di 1,45 km² ed è situato a circa 15 km a nordest di Ginevra; è frontaliero con il dipartimento francese dell'Alta Savoia (comuni di Chens-sur-Léman e Veigy-Foncenex) e fronteggia, dall'altra sponda del lago, i comuni del Canton Vaud Coppet e Tannay.

## Monumenti e luoghi d'interesse
- Chiesa riformata (già di San Giorgio), eretta nel 1100 circa ricostruita nel 1680 circa[1];
- Torre, unico elemento superstite del castello eretto nel 1247 da Aymon II de Faucigny e distrutto nel 1589[1].

## Società

### Evoluzione demografica
L'evoluzione demografica è riportata nella seguente tabella:
Abitanti censiti

## Amministrazione
Ogni famiglia originaria del luogo fa parte del comune patriziale che ha la responsabilità della manutenzione di ogni bene comune.